# Wereldkampioenschappen kunstschaatsen 2019

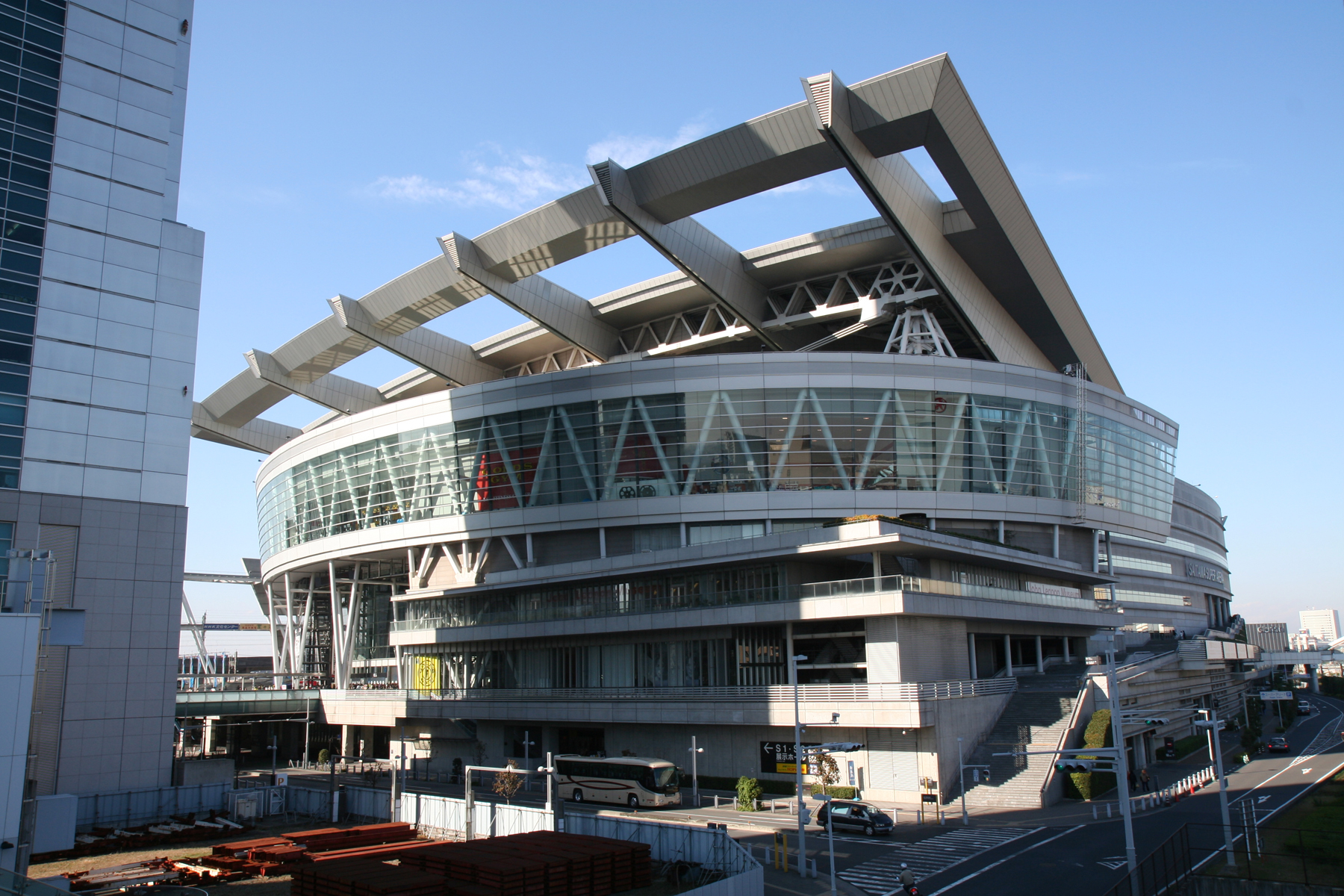
Saitama Super Arena in 2007, waar de kunstschaatswedstrijden gehouden werden

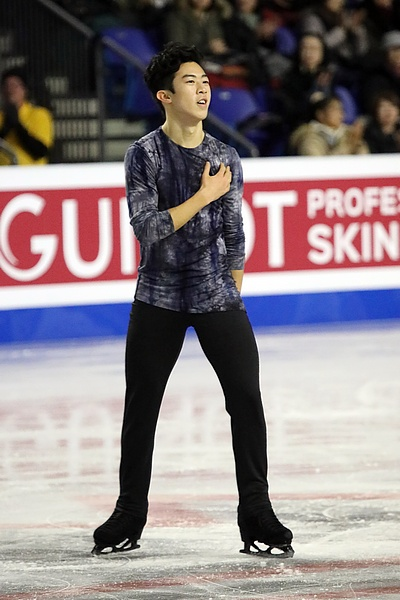
Nathan Chen werd voor het tweede jaar op rij wereldkampioen

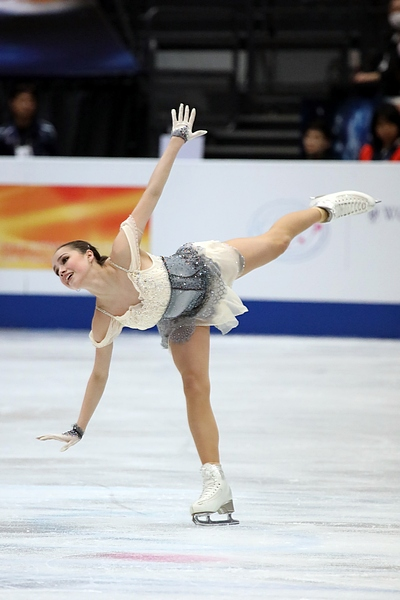
Alina Zagitova won, bij haar tweede deelname, voor het eerst een medaille: goud

De Wereldkampioenschappen kunstschaatsen 2019 werden gevormd door vier toernooien die door de Internationale Schaatsunie (ISU) werden georganiseerd.
Voor de mannen was het de 109e editie, voor de vrouwen de 99e, voor de paren de 97e en voor de ijsdansers de 67e editie. De kampioenschappen vonden plaats van 20 tot en met 24 maart in Saitama, Japan. Het was de tweede keer dat de wereldkampioenschappen kunstschaatsen in Saitama plaatsvonden (de vorige keer was in 2014) en de zevende keer in Japan. Saitama was de vierde Japanse gaststad, na Tokio (1977, 1985 en 2007), Chiba (1994) en Nagano (2002), waar het WK kunstschaatsen plaatsvond.
| Programma | Programma        | Programma        | Programma         | Programma          | Programma        | Programma         | Programma       |
| --------- | ---------------- | ---------------- | ----------------- | ------------------ | ---------------- | ----------------- | --------------- |
|           | maandag 18 maart | dinsdag 19 maart | woensdag 20 maart | donderdag 21 maart | vrijdag 22 maart | zaterdag 23 maart | zondag 24 maart |
| Mannen    | Trainingen       | Trainingen       |                   | korte kür          |                  | vrije kür         | Gala            |
| Vrouwen   | Trainingen       | Trainingen       | korte kür         |                    | vrije kür        |                   | Gala            |
| Paren     | Trainingen       | Trainingen       | korte kür         | vrije kür          |                  |                   | Gala            |
| IJsdansen | Trainingen       | Trainingen       |                   |                    | korte kür        | vrije kür         | Gala            |

## Deelname
Elk bij de ISU aangesloten land kon één schaatser/één paar aanmelden per kampioenschap. Extra startplaatsen (met een maximum van drie per kampioenschap) zijn verdiend op basis van de eindklasseringen op het WK van 2018.
Voor België nam Loena Hendrickx voor de derde keer deel bij de vrouwen. Nederland vaardigde de debutante Kyarha van Tiel af. De in België geboren Ruben Blommaert nam met zijn partner Annika Hocke voor Duitsland deel bij de parenwedstrijden. Eerder kwam hij bij de paren uit met Mari Vartmann. De Zwitsers-Amerikaanse Alexia Paganini heeft een Nederlandse moeder, de Finse Matthias Versluis een Nederlandse vader.
Deelnemende landen
Er namen deelnemers uit 43 landen deel aan de kampioenschappen. Er werden 121 startplaatsen ingevuld.
(Tussen haakjes het totaal aantal startplaatsen in de vier toernooien.)
| Rusland (11) Canada (10) Verenigde Staten (9) Italië (7) Japan (7) China (5) Duitsland (5) Frankrijk (5) Verenigd Koninkrijk (4) Australië (3) Estland (3) | Finland (3) Israël (3) Oostenrijk (3) Spanje (3) Tsjechië (3) Zwitserland (3) Armenië (2) Azerbeidzjan (2) Hongarije (2) Litouwen (2) Oekraïne (2) | Polen (2) Zuid-Korea (2) Zweden (2) België (1) Brazilië (1) Bulgarije (1) Denemarken (1) Georgië (1) Hongkong (1) Kazachstan (1) Kroatië (1) | Letland (1) Maleisië (1) Mexico (1) Nederland (1) Noord-Korea (1) Roemenië (1) Slovenië (1) Slowakije (1) Turkije (1) Wit-Rusland (1) |

(Tsjechië, Letland en Oezbekistan vulden de (extra) startplaats bij de mannen niet in, België deed dit niet bij de vrouwen, Frankrijk vulde de tweede plek bij de paren niet in en Italië vaardigde geen extra paar af bij het ijsdansen.)

## Medailleverdeling
| Discipline | Goud                                    | Zilver                                 | Brons                               |
| ---------- | --------------------------------------- | -------------------------------------- | ----------------------------------- |
| Mannen     | Nathan Chen                             | Yuzuru Hanyu                           | Vincent Zhou                        |
| Vrouwen    | Alina Zagitova                          | Jelizabet Toersynbajeva                | Jevgenia Medvedeva                  |
| Paren      | Sui Wenjing / Han Cong                  | Jevgenia Tarasova / Vladimir Morozov   | Natalja Zabijako / Aleksandr Enbert |
| IJsdansen  | Gabriella Papadakis / Guillaume Cizeron | Viktoria Sinitsina / Nikita Katsalapov | Madison Hubbell / Zachary Donohue   |

## Uitslagen
| #                   | naam (deelname)         | land                         | punten | korte kür   | vrije kür   |
| ------------------- | ----------------------- | ---------------------------- | ------ | ----------- | ----------- |
| Goud                | Nathan Chen (3)         | Vlag van Verenigde Staten    | 323.42 | 107.40 (1)  | 216.02 (1)  |
| Zilver              | Yuzuru Hanyu (7)        | Vlag van Japan               | 300.97 | 094.87 (3)  | 206.10 (2)  |
| Brons               | Vincent Zhou (2)        | Vlag van Verenigde Staten    | 281.16 | 094.17 (4)  | 186.99 (3)  |
| 4                   | Shoma Uno (4)           | Vlag van Japan               | 270.32 | 091.40 (6)  | 178.92 (4)  |
| 5                   | Jin Boyang (4)          | Vlag van China               | 262.71 | 084.26 (9)  | 178.45 (5)  |
| 6                   | Michail Koljada (4)     | Vlag van Rusland             | 262.44 | 084.23 (10) | 178.21 (6)  |
| 7                   | Matteo Rizzo (3)        | Vlag van Italië              | 257.66 | 093.37 (5)  | 164.29 (10) |
| 8                   | Michal Březina (10)     | Vlag van Tsjechië            | 254.28 | 086.96 (8)  | 167.32 (8)  |
| 9                   | Jason Brown (3)         | Vlag van Verenigde Staten    | 254.15 | 096.81 (2)  | 157.34 (14) |
| 10                  | Andrej Lazoekin         | Vlag van Rusland             | 248.74 | 084.05 (11) | 164.69 (9)  |
| 11                  | Kévin Aymoz             | Vlag van Frankrijk           | 247.47 | 088.24 (7)  | 159.23 (12) |
| 12                  | Aleksandr Samarin       | Vlag van Rusland             | 246.33 | 078.38 (20) | 167.95 (7)  |
| 13                  | Moris Kvitelasjvili (3) | Vlag van Georgië             | 240.74 | 082.67 (12) | 158.07 (13) |
| 14                  | Keiji Tanaka (3)        | Vlag van Japan               | 238.40 | 078.76 (19) | 159.64 (11) |
| 15                  | Keegan Messing (2)      | Vlag van Canada              | 237.64 | 082.38 (14) | 155.26 (15) |
| 16                  | Nam Nguyen (5)          | Vlag van Canada              | 237.27 | 082.51 (13) | 154.76 (16) |
| 17                  | Vladimir Litvintsev     | Vlag van Azerbeidzjan        | 230.84 | 081.46 (16) | 149.38 (19) |
| 18                  | Alexander Majorov (8)   | Vlag van Zweden              | 229.72 | 079.17 (17) | 150.55 (17) |
| 19                  | Cha Jun-hwan            | Vlag van Zuid-Korea          | 229.26 | 079.17 (18) | 150.09 (18) |
| 20                  | Brendan Kerry (6)       | Vlag van Australië           | 222.02 | 078.26 (21) | 143.76 (21) |
| 21                  | Deniss Vasiļjevs (4)    | Vlag van Letland             | 218.52 | 074.74 (23) | 143.78 (20) |
| 22                  | Oleksij Bytsjenko (8)   | Vlag van Israël              | 216.60 | 077.67 (22) | 138.93 (22) |
| 23                  | Julian Zhi Jie Yee (4)  | Vlag van Maleisië            | 205.97 | 073.63 (24) | 132.34 (23) |
| 24                  | Daniel Samohin (2)      | Vlag van Israël              | 205.28 | 082.00 (15) | 123.28 (24) |
| Finale niet bereikt |                         |                              |        |             |             |
| 25                  | Peter James Hallam      | Vlag van Verenigd Koninkrijk |        | 066.06 (25) |             |
| 26                  | Luc Maierhofer          | Vlag van Oostenrijk          |        | 065.78 (26) |             |
| 27                  | Aleksandr Selevko       | Vlag van Estland             |        | 063.25 (27) |             |
| 28                  | Paul Fentz (3)          | Vlag van Duitsland           |        | 063.24 (28) |             |
| 29                  | Ivan Shmuratko          | Vlag van Oekraïne            |        | 062.99 (29) |             |
| 30                  | Burak Demirboğa (2)     | Vlag van Turkije             |        | 060.79 (30) |             |
| 31                  | Slavik Hajrapetjan (5)  | Vlag van Armenië             |        | 060.66 (31) |             |
| 32                  | Valtter Virtanen (3)    | Vlag van Finland             |        | 055.73 (32) |             |
| 33                  | Donovan Carrillo (2)    | Vlag van Mexico              |        | 054.99 (33) |             |
| 34                  | Lukas Britschgi         | Vlag van Zwitserland         |        | 054.58 (34) |             |
| 35                  | Ihor Reznitsjenko (3)   | Vlag van Polen               |        | 050.15 (35) |             |

| #                   | naam (deelname)             | land                         | punten | korte kür  | vrije kür   |
| ------------------- | --------------------------- | ---------------------------- | ------ | ---------- | ----------- |
| Goud                | Alina Zagitova (2)          | Vlag van Rusland             | 237.50 | 82.08 (1)  | 155.42 (1)  |
| Zilver              | Jelizabet Toersynbajeva (4) | Vlag van Kazachstan          | 224.76 | 75.96 (3)  | 148.80 (4)  |
| Brons               | Jevgenia Medvedeva (3)      | Vlag van Rusland             | 223.80 | 74.23 (4)  | 149.57 (3)  |
| 4                   | Rika Kihira                 | Vlag van Japan               | 223.49 | 70.90 (7)  | 152.59 (2)  |
| 5                   | Kaori Sakamoto              | Vlag van Japan               | 222.83 | 76.86 (2)  | 145.97 (5)  |
| 6                   | Satoko Miyahara (4)         | Vlag van Japan               | 215.95 | 70.60 (8)  | 145.35 (6)  |
| 7                   | Bradie Tennell (2)          | Vlag van Verenigde Staten    | 213.47 | 69.50 (10) | 143.97 (7)  |
| 8                   | Sofia Samodoerova           | Vlag van Rusland             | 208.58 | 70.42 (9)  | 138.16 (8)  |
| 9                   | Mariah Bell (3)             | Vlag van Verenigde Staten    | 208.07 | 71.26 (6)  | 136.81 (9)  |
| 10                  | Lim Eun-soo                 | Vlag van Zuid-Korea          | 205.57 | 72.91 (5)  | 132.66 (10) |
| 11                  | Gabrielle Daleman (6)       | Vlag van Canada              | 192.67 | 69.19 (11) | 123.48 (12) |
| 12                  | Loena Hendrickx (3)         | Vlag van België              | 186.29 | 62.60 (13) | 123.69 (11) |
| 13                  | Jekaterina Rjabova          | Vlag van Azerbeidzjan        | 179.88 | 57.18 (17) | 122.70 (13) |
| 14                  | Yi Christy Leung            | Vlag van Hongkong            | 177.22 | 58.60 (14) | 118.62 (14) |
| 15                  | Laurine Lecavelier (4)      | Vlag van Frankrijk           | 170.59 | 56.81 (19) | 113.78 (15) |
| 16                  | Nicole Schott (4)           | Vlag van Duitsland           | 170.56 | 63.18 (12) | 107.38 (17) |
| 17                  | Alexandra Feigin            | Vlag van Bulgarije           | 165.31 | 56.69 (20) | 108.62 (16) |
| 18                  | Daša Grm (7)                | Vlag van Slovenië            | 161.16 | 57.58 (16) | 103.58 (18) |
| 19                  | Chen Hongyi                 | Vlag van China               | 157.59 | 58.53 (15) | 099.06 (19) |
| 20                  | Eliška Březinová (6)        | Vlag van Tsjechië            | 153.45 | 57.13 (18) | 096.32 (20) |
| 21                  | Natasha McKay (3)           | Vlag van Verenigd Koninkrijk | 151.56 | 56.40 (21) | 095.16 (21) |
| 22                  | Eva-Lotta Kiibus            | Vlag van Estland             | 149.99 | 55.38 (23) | 094.61 (22) |
| 23                  | Alaine Chartrand (3)        | Vlag van Canada              | 148.97 | 55.89 (22) | 093.08 (23) |
| 24                  | Isadora Williams (4)        | Vlag van Brazilië            | 143.22 | 55.20 (24) | 088.02 (24) |
| Finale niet bereikt |                             |                              |        |            |             |
| 25                  | Ivett Tóth (5)              | Vlag van Hongarije           |        | 54.87 (25) |             |
| 26                  | Pernille Sørensen           | Vlag van Denemarken          |        | 54.36 (26) |             |
| 27                  | Marina Piredda              | Vlag van Italië              |        | 53.27 (27) |             |
| 28                  | Emmi Peltonen (2)           | Vlag van Finland             |        | 53.22 (28) |             |
| 29                  | Julia Sauter                | Vlag van Roemenië            |        | 53.11 (29) |             |
| 30                  | Anita Östlund (2)           | Vlag van Zweden              |        | 53.07 (30) |             |
| 31                  | Roberta Rodeghiero (4)      | Vlag van Italië              |        | 51.50 (31) |             |
| 32                  | Nicole Rajičová (6)         | Vlag van Slowakije           |        | 51.22 (32) |             |
| 33                  | Alexia Paganini (2)         | Vlag van Zwitserland         |        | 50.51 (33) |             |
| 34                  | Valentina Matos             | Vlag van Spanje              |        | 50.25 (34) |             |
| 35                  | Aurora Cotop                | Vlag van Canada              |        | 48.83 (35) |             |
| 36                  | Kailani Craine (4)          | Vlag van Australië           |        | 48.82 (36) |             |
| 37                  | Sophia Schaller             | Vlag van Oostenrijk          |        | 48.72 (37) |             |
| 38                  | Elžbieta Kropa (2)          | Vlag van Litouwen            |        | 47.95 (38) |             |
| 39                  | Anastasia Galustyan (4)     | Vlag van Armenië             |        | 47.75 (39) |             |
| 40                  | Kyarha van Tiel             | Vlag van Nederland           |        | 41.85 (40) |             |

| #      | naam (deelname)                                | land                         | punten | korte kür  | vrije kür   |
| ------ | ---------------------------------------------- | ---------------------------- | ------ | ---------- | ----------- |
| Goud   | Sui Wenjing (7) Han Cong (7)                   | Vlag van China               | 234.84 | 79.24 (2)  | 155.60 (1)  |
| Zilver | Jevgenia Tarasova (5) Vladimir Morozov (5)     | Vlag van Rusland             | 228.47 | 81.21 (1)  | 147.26 (2)  |
| Brons  | Natalja Zabijako (5) Aleksandr Enbert (4)      | Vlag van Rusland             | 217.81 | 73.96 (4)  | 144.02 (4)  |
| 4      | Peng Cheng (6) Jin Yang (2)                    | Vlag van China               | 215.84 | 75.51 (3)  | 140.33 (5)  |
| 5      | Vanessa James (10) Morgan Ciprès (8)           | Vlag van Frankrijk           | 215.19 | 68.67 (7)  | 146.52 (3)  |
| 6      | Aleksandra Bojkova Dmitri Kozlovski            | Vlag van Rusland             | 210.30 | 69.99 (6)  | 140.31 (6)  |
| 7      | Kirsten Moore-Towers (6) Michael Marinaro (3)  | Vlag van Canada              | 200.02 | 73.08 (5)  | 126.94 (8)  |
| 8      | Nicole Della Monica (9) Matteo Guarise (8)     | Vlag van Italië              | 195.74 | 67.29 (8)  | 128.45 (7)  |
| 9      | Ashley Cain Timothy LeDuc                      | Vlag van Verenigde Staten    | 193.81 | 66.93 (9)  | 126.88 (9)  |
| 10     | Miriam Ziegler (6) Severin Kiefer (8)          | Vlag van Oostenrijk          | 178.66 | 63.65 (11) | 115.01 (11) |
| 11     | Ryom Tae-ok (3) Kim Ju-sik (3)                 | Vlag van Noord-Korea         | 175.31 | 58.77 (13) | 116.54 (10) |
| 12     | Evelyn Walsh Trennt Michaud                    | Vlag van Canada              | 174.40 | 59.84 (12) | 114.56 (12) |
| 13     | Minerva Fabienne Hase (2) Nolan Seegert (2)    | Vlag van Duitsland           | 174.04 | 64.28 (10) | 109.76 (14) |
| 14     | Annika Hocke (2) Ruben Blommaert (2)           | Vlag van Duitsland           | 166.36 | 53.16 (16) | 113.20 (13) |
| 15     | Laura Barquero (2) Aritz Maestu (2)            | Vlag van Spanje              | 162.27 | 55.58 (14) | 106.69 (15) |
| 16     | Lana Petranović (3) Antonio Souza-Kordeiru (3) | Vlag van Kroatië             | 153.99 | 53.70 (15) | 100.29 (17) |
| 17     | Zoe Jones (5) Christopher Boyadji (5)          | Vlag van Verenigd Koninkrijk | 153.70 | 52.45 (17) | 101.25 (16) |
| 18     | Hanna Abrazhevich Martin Bidař (3)             | Vlag van Tsjechië            | 140.02 | 48.66 (19) | 091.36 (18) |
| 19     | Rebecca Ghilardi Filippo Ambrosini             | Vlag van Italië              | 133.75 | 52.02 (18) | 081.73 (19) |

| #                   | naam (deelname)                                    | land                         | punten | korte kür  | vrije kür   |
| ------------------- | -------------------------------------------------- | ---------------------------- | ------ | ---------- | ----------- |
| Goud                | Gabriella Papadakis (6) Guillaume Cizeron (6)      | Vlag van Frankrijk           | 222.65 | 88.42 (1)  | 134.23 (1)  |
| Zilver              | Viktoria Sinitsina (3) Nikita Katsalapov (6)       | Vlag van Rusland             | 211.76 | 83.94 (2)  | 127.82 (2)  |
| Brons               | Madison Hubbell (6) Zachary Donohue (6)            | Vlag van Verenigde Staten    | 210.40 | 83.09 (4)  | 127.31 (3)  |
| 4                   | Aleksandra Stepanova (5) Ivan Boekin (5)           | Vlag van Rusland             | 208.52 | 83.10 (3)  | 125.42 (4)  |
| 5                   | Kaitlyn Weaver (11) Andrew Poje (11)               | Vlag van Canada              | 205.62 | 82.84 (5)  | 122.78 (5)  |
| 6                   | Madison Chock (8) Evan Bates (9)                   | Vlag van Verenigde Staten    | 204.92 | 82.32 (6)  | 122.60 (6)  |
| 7                   | Piper Gilles (7) Paul Poirier (10)                 | Vlag van Canada              | 200.92 | 80.44 (8)  | 120.48 (7)  |
| 8                   | Charlène Guignard (8) Marco Fabbri (8)             | Vlag van Italië              | 199.18 | 81.66 (7)  | 117.52 (8)  |
| 9                   | Kaitlin Hawayek (2) Jean-Luc Baker (2)             | Vlag van Verenigde Staten    | 189.06 | 75.90 (9)  | 113.16 (10) |
| 10                  | Laurence Fournier Beaudry (5) Nikolaj Sørensen (7) | Vlag van Canada              | 188.10 | 74.76 (10) | 113.34 (9)  |
| 11                  | Natalia Kaliszek (5) Maksym Spodyriev (5)          | Vlag van Polen               | 183.30 | 73.64 (11) | 109.66 (12) |
| 12                  | Sara Hurtado (6) Kirill Chaljavin (2)              | Vlag van Spanje              | 180.93 | 72.45 (12) | 108.48 (13) |
| 13                  | Lilah Fear (3) Lewis Gibson (3)                    | Vlag van Verenigd Koninkrijk | 179.57 | 68.46 (15) | 111.11 (11) |
| 14                  | Marie-Jade Lauriault (3) Romain Le Gac (3)         | Vlag van Frankrijk           | 179.26 | 71.26 (13) | 108.00 (14) |
| 15                  | Wang Shiyue (5) Liu Xinyu (5)                      | Vlag van China               | 173.89 | 68.47 (14) | 105.42 (15) |
| 16                  | Juulia Turkkila (5) Matthias Versluis              | Vlag van Finland             | 168.12 | 66.01 (18) | 102.11 (16) |
| 17                  | Allison Reed (7) Saulius Ambrulevičius (7)         | Vlag van Litouwen            | 168.06 | 67.21 (16) | 100.85 (17) |
| 18                  | Shari Koch Christian Nüchtern                      | Vlag van Duitsland           | 162.47 | 66.91 (17) | 095.56 (18) |
| 19                  | Anna Janovskaja (2) Ádám Lukács (3)                | Vlag van Hongarije           | 156.81 | 61.96 (20) | 094.85 (19) |
| 20                  | Oleksandra Nazarova (5) Maksym Nikitin (5)         | Vlag van Oekraïne            | 153.43 | 65.76 (19) | 087.67 (20) |
| Finale niet bereikt |                                                    |                              |        |            |             |
| 21                  | Misato Komatsubara Timothy Koleto                  | Vlag van Japan               |        | 60.98 (21) |             |
| 22                  | Anna Kublikova Yuri Hulitski                       | Vlag van Wit-Rusland         |        | 56.55 (22) |             |
| 23                  | Victoria Manni Carlo Röthlisberger                 | Vlag van Zwitserland         |        | 53.94 (23) |             |
| 24                  | Jasmine Tessari Francesco Fioretti                 | Vlag van Italië              |        | 53.47 (24) |             |
| 25                  | Shira Ichilov Vadim Davidovich                     | Vlag van Israël              |        | 52.51 (25) |             |
| 26                  | Chantelle Kerry (3) Andrew Dodds (2)               | Vlag van Australië           |        | 51.94 (26) |             |
| 27                  | Katerina Bunina German Frolov                      | Vlag van Estland             |        | 46.22 (27) |             |

Medaillewinnaars

Mannen · 
Vrouwen ·
Paren · 
IJsdansen

 Toernooi

1896 · 
1897 · 
1898 · 
1899 · 
1900 · 
1901 · 
1902 · 
1903 · 
1904 · 
1905 · 
1906 · 
1907 · 
1908 · 
1909 · 
1910 · 
1911 · 
1912 · 
1913 · 
1914 · 
1915-1921 · 
1922 · 
1923 · 
1924 · 
1925 · 
1926 · 
1927 · 
1928 · 
1929 · 
1930 · 
1931 · 
1932 · 
1933 · 
1934 · 
1935 · 
1936 · 
1937 · 
1938 · 
1939 ·
1940-1946 · 
1947 · 
1948 · 
1949 · 
1950 · 
1951 · 
1952 · 
1953 · 
1954 · 
1955 · 
1956 · 
1957 · 
1958 · 
1959 · 
1960 · 
1961 · 
1962 · 
1963 · 
1964 · 
1965 · 
1966 · 
1967 · 
1968 · 
1969 · 
1970 · 
1971 · 
1972 · 
1973 · 
1974 · 
1975 · 
1976 · 
1977 · 
1978 · 
1979 · 
1980 · 
1981 · 
1982 · 
1983 · 
1984 · 
1985 · 
1986 · 
1987 · 
1988 · 
1989 · 
1990 · 
1991 · 
1992 · 
1993 · 
1994 · 
1995 ·
1996 · 
1997 · 
1998 · 
1999 · 
2000 · 
2001 · 
2002 · 
2003 · 
2004 · 
2005 · 
2006 ·
2007 ·
2008 ·
2009 ·
2010 ·
2011 ·
2012 ·
2013 ·
2014 ·
2015 ·
2016 ·
2017 ·
2018 ·
2019 · 
2020 · 
2021 ·
2022 ·
2023 ·
2024

 ISU-kampioenschappen

WK kunstschaatsen junioren ·
EK kunstschaatsen ·
Viercontinentenkampioenschap ·
Olympische Spelen